# Birgitta Bison Karlsson
Birgitta Bison Karlsson, född 1941 i Eskilstuna, är en svensk konstnär.
Bison Karlsson studerade vid Karachi Arts Council i Pakistan 1961-1962. Bison Karlsson är representerad i Addis Abeba, Wellington, Stockholm, Rio de Janeiro, Algeriet, Ecuadorr och USA.